# Kladruby (Boemia centrale)
Kladruby è un comune della Repubblica Ceca facente parte del distretto di Benešov, in Boemia Centrale.